# Trường Trung học phổ thông chuyên Lê Quý Đôn, Quảng Trị
Trường Trung học phổ thông chuyên Lê Quý Đôn (tiếng Anh: Le Quy Don Highschool for the Gifted) là một trường trung học phổ thông công lập của Quảng Trị, thuộc hệ thống trường chuyên trung học của Việt Nam được chính thức thành lập vào năm 1996. Trường tọa lạc ở số 106 Hùng Vương, phường 5, thành phố Đông Hà, tỉnh Quảng Trị.

## Lịch sử
- Năm 1989 sau khi tỉnh Quảng Trị được tái lập, Sở Giáo dục-Đào tạo tỉnh quyết định thành lập khối chuyên trực thuộc trường Trung học phổ thông Đông Hà.
- Đến năm 1994, khối chuyên này cùng với trường chuyên cấp II tỉnh Quảng Trị nhập thành trường chuyên Quảng Trị theo quyết định của Ủy ban Nhân dân tỉnh ngày 19 tháng 9 năm 1994 (gồm 2 hệ chuyên cấp 2 và cấp 3).
- Năm 1996, hệ chuyên cấp 3 tách ra thành Trường Trung học phổ thông chuyên Lê Quý Đôn gồm 3 khối chuyên 10, 11 và 12.

## Dạy và học
Vào năm học 2018-2019, trường đã có 24 lớp với trên 700 học sinh, có hơn 100 cán bộ giáo viên. Đội ngũ tổ trưởng chuyên môn là những giáo viên giỏi về chuyên môn, năng nỗ trong công tác có nhiều kinh nghiệm trong công tác quản lý tổ, giảng dạy và bồi dưỡng học sinh giỏi.

## Cơ sở vật chất
Trường được xây dựng trên trục đường Hùng Vương có 21 phòng học, 2 phòng tin học, 3 phòng thí nghiệm 1 thư viện, 1 nhà học đa năng, 1 khu cư xá học sinh 3 tầng, 1 nhà ăn phục vụ học sinh nội trú.